# Викторенко, Александр Степанович
Алекса́ндр Степа́нович Викторе́нко (29 марта 1947, с. Ольгинка, Октябрьский район, Северо-Казахстанская область, Казахская ССР — 9 августа 2023) — советский и российский лётчик-космонавт, полковник (1987), космонавт 1-го класса, лётчик-испытатель 3-го класса, Герой Советского Союза (1987).
62-й космонавт СССР, 204-й космонавт мира.

## Биография
Сын военнослужащего. В 1965 окончил Сухарабовскую среднюю школу в Северо-Казахстанской области.
В Вооружённых Силах СССР с 1965 года. Член КПСС  с 1968 г. В 1969 году окончил с отличием Оренбургское высшее военное авиационное училище лётчиков имени И. С. Полбина. С июня 1969 года служил в ВВС Балтийского флота: старший лётчик 759-го отдельного минно-торпедного авиационного полка (Храброво), с октября 1971 года — командир корабля и правый лётчик 240-го гвардейского морского ракетоносного авиационного полка, с 13 августа 1973 — командир корабля 15-го отдельного дальнего разведывательного авиационного полка (Чкаловск). Освоил самолёты Ил-28Р и Ту-22Р.
В мае 1978 года зачислен в отряд космонавтов Центра подготовки космонавтов имени Ю. А. Гагарина (ЦПК имени Ю. А. Гагарина) на должность слушателя-космонавта (7-й набор космонавтов ЦПК ВВС). В феврале 1982 года завершил общекосмическую подготовку и получил квалификацию «космонавт-испытатель». В это же время с октября 1978 по июль 1979 года проходил подготовку в качестве слушателя 267-го Центра испытания авиационной техники и подготовки летчиков-испытателей в городе Ахтубинске Астраханской области по программе «Буран».
С 1982 года готовился к космическим полётам в рамках международных космических программ «Интеркосмос».
Свой первый космический полёт совершил с 22 по 30 июля 1987 года в качестве командира 1-й экспедиции посещения на орбитальный комплекс «Мир» по советско-сирийской программе. Стартовал на космическом корабле «Союз ТМ-3» вместе с бортинженером А. П. Александровым и космонавтом-исследователем Мухаммедом Фарисом, произвёл посадку на корабле «Союз ТМ-2» вместе с А. И. Лавейкиным и М. Фарисом.
В июле 1988 года назначен командиром 4-й группы космонавтов ЦПК им. Ю. А. Гагарина, а в апреле 1990 — командиром 1-й группы отряда космонавтов ЦПК.
Второй космический полёт был уже длительным: с 6 сентября 1989 по 19 февраля 1990 года. Его выполнил командиром 5-й основной экспедиции на станцию «Мир» и космическом корабле «Союз ТМ-8» вместе с А. А. Серебровым. Во время полета выполнил 5 выходов в открытый космос, в которых были произведены испытания новых скафандров «Орлан-ДМА» и впервые в мире — автономного средства передвижения космонавта (СПК, так называемый «космический мотоцикл»). После доставки на станцию 13 февраля А. Баландиным и А. Соловьёвым Знамени Мира работал по программе «Космос-Человек-Культура».
Третий космический полёт также был длительным: с 17 марта по 10 августа 1992 года в качестве командира 11-й основной экспедиции на орбитальной станции «Мир» и космическом корабле «Союз ТМ-14», члены экипажа — бортинженер А. Ю. Калери и космонавт-исследователь Клаус-Дитрих Фладэ. Во время полета выполнил 1 выход в открытый космос.
В своём четвёртом космическом полёте с 3 октября 1994 по 22 марта 1995 года вновь был командиром 17-й основной экспедиции на ОК «Мир» и КК «Союз ТМ-20». На этом раз членами экипажа были бортинженер Елена Кондакова и космонавт-исследователь Ульф Мербольд (через 49 суток полёта вернулся на Землю, в составе экспедиции полёт продолжил врач-космонавт-исследователь В. В. Поляков).
Итого совершил четыре космических полёта на орбитальную станцию «Мир» (в том числе три длительных) общей продолжительностью 489 суток 1 час 35 минут 17 секунд. За 6 выходов в открытый космос пробыл за бортом станции 19 часов 39 минут.
Кроме того, за период работы в отряде космонавтов Александр Викторенко прошёл полный курс подготовки и был дублёром командиров экипажей при стартах космических кораблей «Союз Т-14» (17.09.1985), «Союз Т-15» (13.03.1986), «Союз ТМ-7» (26.11.1988), «Союз ТМ-13» (2.10.1991), «Союз ТМ-19» (1.07.1994).
Являлся высококлассным специалистом, военный лётчик 1-го класса (1973), лётчик-испытатель 3-го класса (1979), инструктор парашютно-десантной подготовки (1979), космонавт 1-го класса (1992). Освоил более 10 типов самолётов, имел налёт свыше 2 000 часов, выполнил более 150 прыжков с парашютом.
Уволен из отряда космонавтов по возрасту 21 июля 1997 года. Жил в Звёздном городке. Сын -Алексей , и.о. главы Звёздного городка.
Умер 9 августа 2023 года. Похоронен 12 августа 2023 года на Федеральном военном мемориальном кладбище в Мытищах.
Статистика
| # | Стартовый корабль | Старт, UTC        | Экспедиция         | Корабль посадки | Посадка, UTC      | Налёт                        | Выходы в открытый космос | Время в открытом космосе |
| - | ----------------- | ----------------- | ------------------ | --------------- | ----------------- | ---------------------------- | ------------------------ | ------------------------ |
| 1 | Союз ТМ-3         | 22.07.1987, 01:59 | Союз ТМ-3, Мир     | Союз ТМ-2       | 30.07.1987, 01:04 | 07 суток 23 часа 04 минуты   | 0                        | 0                        |
| 2 | Союз ТМ-8         | 05.09.1989, 21:38 | Союз ТМ-8, Мир-5   | Союз ТМ-8       | 19.02.1990, 04:36 | 166 суток 06 часов 58 минут  | 5                        | 17 часов 36 минут        |
| 3 | Союз ТМ-14        | 17.03.1992, 10:54 | Союз ТМ-14, Мир-11 | Союз ТМ-14      | 10.08.1992, 01:05 | 144 суток 14 часов 10 минут  | 1                        | 02 часов 03 минуты       |
| 4 | Союз ТМ-20        | 03.10.1994, 22:42 | Союз ТМ-20, Мир-17 | Союз ТМ-20      | 22.03.1995, 04:03 | 169 суток 05 часов 21 минута | 0                        | 0                        |
|   |                   |                   |                    |                 |                   | 489 суток 01 час 33 минуты   | 6                        | 19 часов 39 минут        |

## Воинские звания
- Лейтенант (25 апреля 1969).
- Старший лейтенант (17 августа 1971).
- Капитан (18 августа 1973).
- Майор (7 сентября 1978).
- Подполковник (23 февраля 1982).
- Полковник (5 августа 1987).

## Награды
- Герой Советского Союза (30 июля 1987).
- Орден «За заслуги перед Отечеством» III степени (10 апреля 1995) — за мужество и героизм, проявленные во время длительного космического полёта на орбитальном научно-исследовательском комплексе «Мир»[8].
- Орден Дружбы народов (11 августа 1992) — за успешное осуществление длительного космического полёта на орбитальной станции «Мир» и проявленные при этом мужество и героизм[9].
- Орден Ленина (30 июля 1987).
- Орден Октябрьской Революции (19 февраля 1990) — за успешное осуществление космического полёта на орбитальном научно-исследовательском комплексе «Мир» и проявленные при этом мужество и героизм[10].
- Медаль «За заслуги в освоении космоса» (12 апреля 2011) — за большие заслуги в области исследования, освоения и использования космического пространства, многолетнюю добросовестную работу, активную общественную деятельность[11].
- Медаль Алексея Леонова (Кемеровская область, 2015) — за шесть совершённых выходов в открытый космос[12].
- Герой Сирийской Арабской Республики (1987)
- Командор ордена «Почётного легиона» (Франция, март 1999).
- Офицер ордена «Почётного легиона» (Франция, 1988).
- Почётный гражданин городов Калининград (25 мая 1988)[13] и Алеппо (Сирия).
- Золотая медаль имени К. Э. Циолковского Академии наук СССР